# Die Denunziantin
Die Denunziantin ist ein deutsches Filmdrama aus dem Jahre 1993 von Thomas Mitscherlich mit Katharina Thalbach in der Titelrolle.

## Handlung
Nach dem gescheiterten Hitler-Attentat in der Wolfsschanze (Ostpreußen) am 20. Juli 1944 eröffnen die Nazis eine erbarmungslose Hatz auf die Täter und Hintermänner des Anschlags auf den „Führer“. Zahlreiche der daran beteiligten Männer und Frauen wurden bereits verhaftet und in Schauprozessen abgeurteilt; von den führenden Köpfen der Verschwörer ist fast nur noch Carl Goerdeler auf der Flucht, der von den Widerständlern für die Position des Reichskanzlers vorgesehen war. Eines Tages erkennt die Buchhalterin und Luftwaffenhelferin Helene Schwärzel Goerdeler in einem Restaurant in ihrer ostpreußischen Heimat und denunziert ihn bei den Behörden. Für ihre von den Nazis als „patriotische Tat“ gepriesene Tat, erhält sie von Adolf Hitler persönlich einen Scheck in Höhe von einer Million Reichsmark als Belohnung.
Goerdeler wird wegen Hochverrats vor den Volksgerichtshof des Blutrichters Roland Freisler gezerrt und in einem Schauprozess zum Tode verurteilt. Seine Hinrichtung erfolgt im Februar 1945. Die Denunziantin belässt den Großteil des Blutgeldes auf ihrem Bankkonto und flieht kurz vor Kriegsende 1945 vor den anrückenden Sowjettruppen aus Ostpreußen nach Berlin. 1946 wird sie erkannt, verhaftet und wegen Verbrechens gegen die Menschlichkeit vor ein deutsches Gericht gestellt. Um ein rechtsstaatliches Urteil sicherzustellen, übernimmt ein Freund Goerdelers in Einverständnis mit dessen Witwe die Verteidigung. In erster Instanz muss Schwärzel für 15 Jahre hinter Gitter, ein Urteil, das in zweiter Instanz auf sechs Jahre verkürzt wird. Danach verliert sich auf viele Jahre ihre Spur. Bis heute ist Schwärzels genaues Todesdatum nicht bekannt.

## Produktionsnotizen
Die Denunziantin, Mitscherlichs einziger Kinospielfilm, entstand zwischen dem 13. August und dem 30. September 1992 in Bremen und Hamburg und wurde erstmals während der Internationalen Filmfestspiele von Berlin im Februar 1993 öffentlich gezeigt.
Produzentin Elke Peters übernahm auch die Herstellungsleitung, Madeleine Remy die Produktionsleitung. Christian Bussmann zeichnete für die Ausstattung verantwortlich.

## Kritiken
Der Film erhielt ausgesprochen schwache Kritiken. Nachfolgend zwei Beispiele:
Die Fachzeitschrift Cinema kritisierte: „Warum gelingt es Regisseur Mitscherlich nicht, aus diesem Stoff mehr als ein uninspiriertes Lehrstück zu machen? Szenen, Figuren werden mechanisch vorgeführt, der didaktische Zeigefinger ist allgegenwärtig, dem Film aber fehlt das Leben. Schade, wieder wurde eine spannende Geschichte ein betulicher, eminent deutscher Film: brav, bemüht und beliebig“.
Im Lexikon des Internationalen Films heißt es: „Inszenatorisch mißlungener Versuch, die Figur der weniger aus politischen Motiven handelnden als um Beachtung ringenden Verräterin zu beschreiben. Eher für das Fernsehen geeignetes Kammerspiel, das mehr langweilt als betroffen macht.“